# Minichamps
Minichamps es una fábrica de autos a escala en miniatura o automodelismo.
Desde las oficinas centrales en Aquisgrán (Alemania) el socio y director Paul G. Lang dirige el negocio de Paul¨s Model Art GMBH & Co KG y Minichamps GMBH&Co KG. Además de la administración, los  departamentos de ventas y diseño también se ubica en esta ciudad alemana. La creación de los modelos es siempre supervisada por el departamento de Diseño en Aquisgrán desde la primera fotografía hasta la realización del prototipo y el producto final.
Minichamps se ha dedicado a la recreación de autos de carrera modernos, pero en los últimos años ha incorporado un creciente número de autos de calle, tanto clásicos como actuales.
Justo como el primer auto, el año 1990, de Paul´s Model Ar; un Audi V8 quattro, la mayoría de los modelos son a la escala internacional 1:43, no descuidando la popular medida 1:18, hasta los exclusivos modelos 1:8.
Los autos son reconocidos en todo el mundo por su exacta reproducción en el trabajo de modelaje, así como su inmensidad de detalles.